# ČT24
ČT24 es un canal de televisión público de Chequia, perteneciente a Česká televize. Se trata de un canal de información continua.

## Historia
El canal inició emisiones el 2 de mayo de 2005, siendo el primer canal de noticias de Chequia. Desde entonces, el canal emite en televisión digital terrestre y es el canal de noticias más visto en el país.
El canal emite en HD desde el 1 de noviembre de 2016. 
El cierre del múltiplex 1 de DVB-T (televisión digital terrestre) donde se emitían los canales de Česká televize se anunció en noviembre de 2019. Finalmente, el múltiplex se cerró el 30 de septiembre de 2020. Desde entonces, el canal emite en DVB-T2 y plataformas de cable, satélite e IPTV.
El canal emite desde Praga, pero tiene sucursales en Brno y Ostrava. ČT24 también reacciona a eventos importantes repentinos con transmisiones de emergencia, que pueden iniciarse en 30 minutos.

## Programación
- Studio 6
- Interview ČT24
- 90' ČT24
- Události, komentáře
- Branky, body, vteřiny
- Horizont ČT24
- Události
- Studio ČT24
- Zprávy ve 12
- Zprávy v 16
- Zprávy ve 23
- Zprávy v 9
- Předpověď počasí
- Události, komentáře týdne
- Objektiv
- Retro

## Imagen corporativa

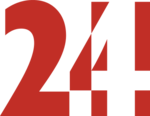
2005 - 2007
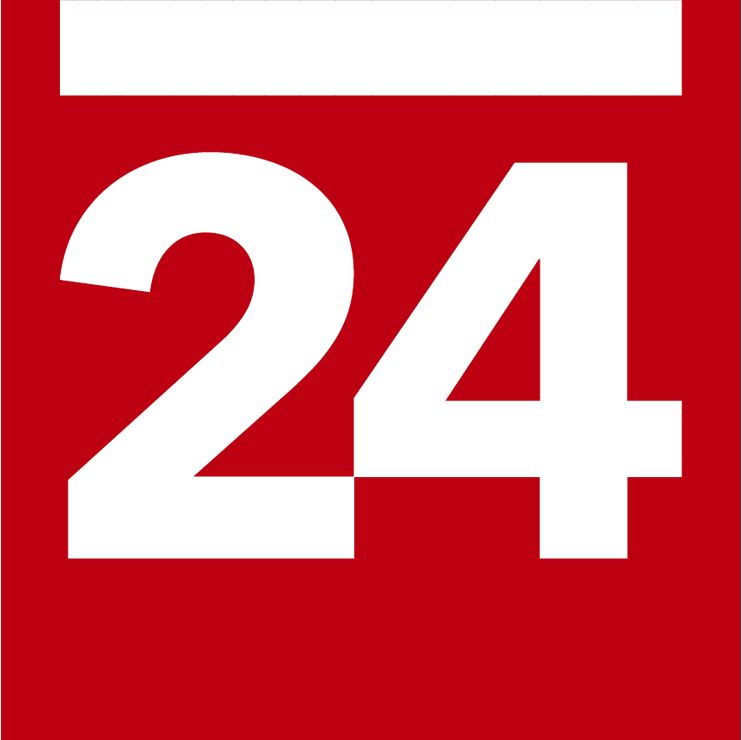
2007 - 2012
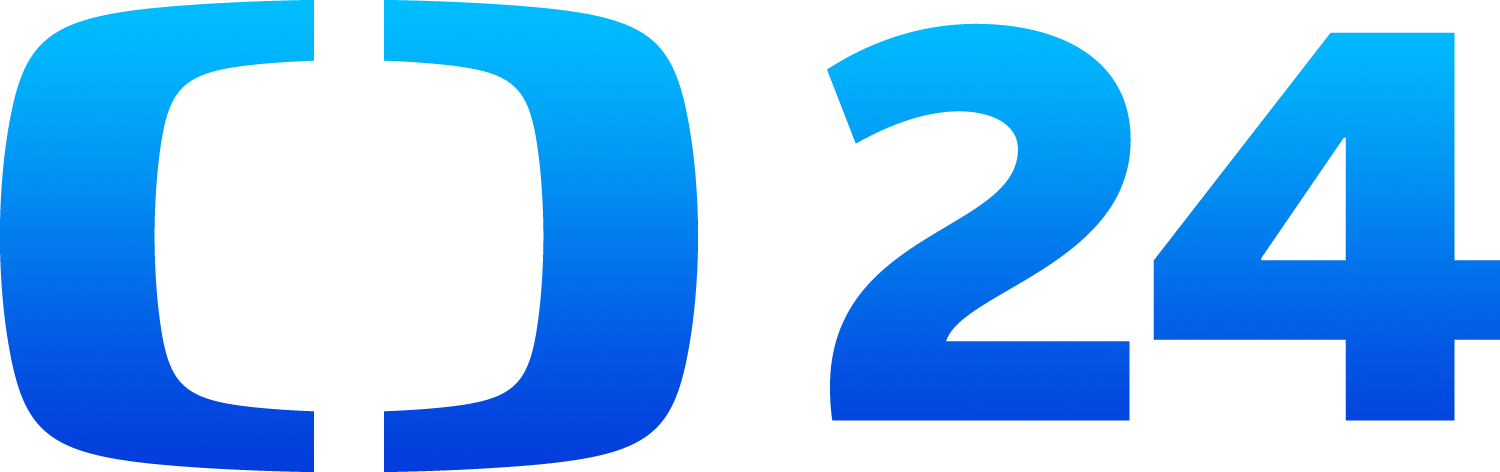
Desde 2012